# Energía eólica
La energía eólica es la energía que se obtiene a partir del viento, es decir, es el aprovechamiento de la energía cinética de las masas de aire.
El vocablo «eólico» proviene del latín aeolicus, que a su vez deriva del griego Αἰολικός Aiolikós, ‘perteneciente o relativo a Eolo’, dios de los vientos en la mitología griega y padre del pueblo eólico en la mitología clásica.

En la actualidad, la energía eólica se utiliza principalmente para producir electricidad, lo que se consigue mediante aerogeneradores conectados a las grandes redes de distribución de energía eléctrica, entre otras. Los parques eólicos construidos en tierra representan una fuente de energía cada vez más barata y competitiva. Es incluso más barata en muchas regiones que otras fuentes de energía convencionales. Además, se puede proporcionar electricidad en regiones aisladas que no tienen acceso a la red eléctrica mediante instalaciones eólicas de reducido tamaño, o también con energía solar fotovoltaica. Las compañías eléctricas distribuidoras adquieren cada vez en mayor medida el excedente de electricidad producido por pequeñas instalaciones eólicas domésticas. El auge de la energía eólica ha provocado también la planificación y construcción de parques eólicos marinos relativamente cerca de las costas. La energía del viento es más estable y fuerte en el mar que en tierra, y los parques marinos tienen un impacto visual menor, aunque los costes de construcción y mantenimiento son considerablemente mayores.

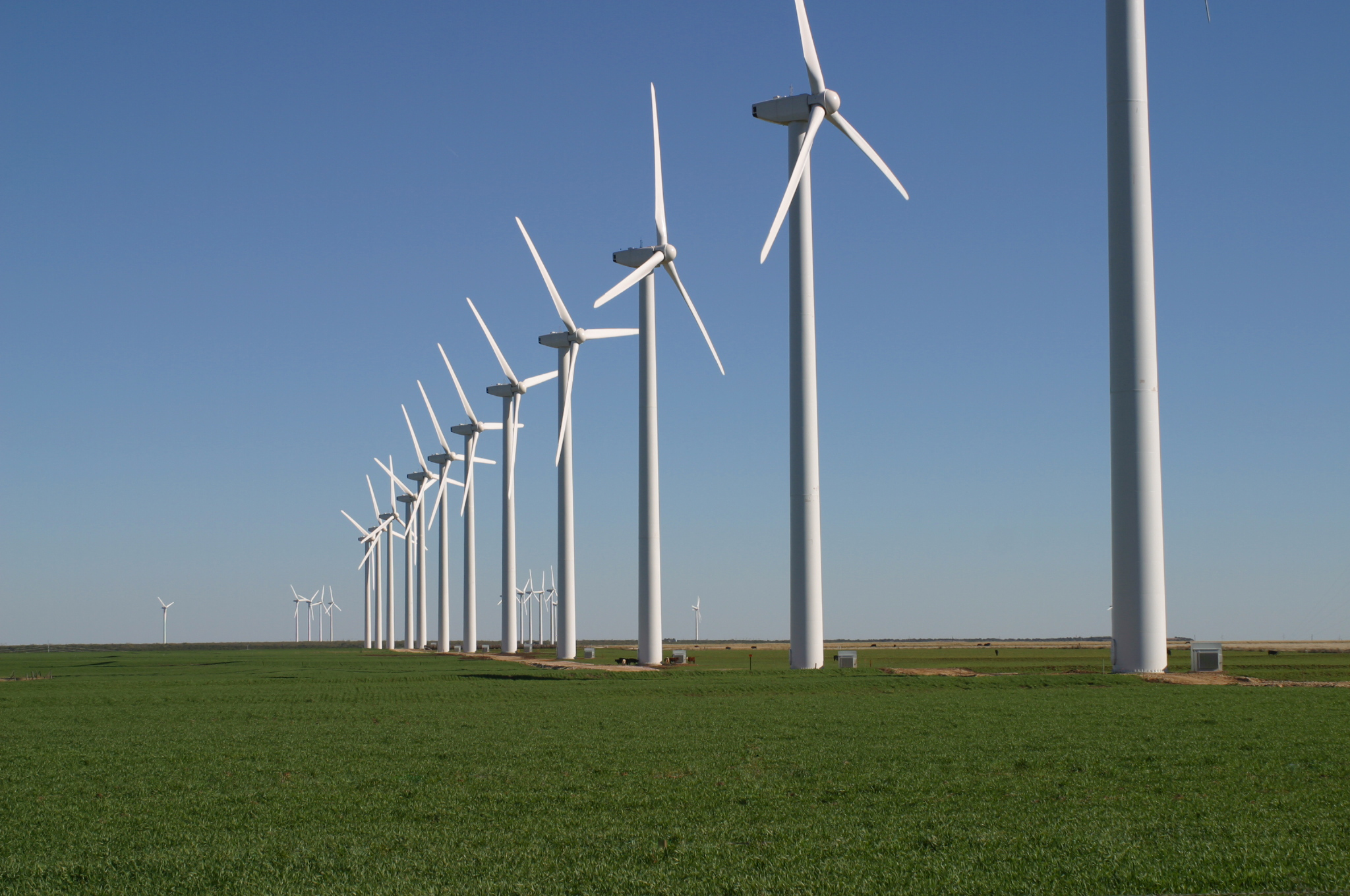
Parque eólico en Texas (Estados Unidos)

A finales de 2023, la capacidad mundial instalada de energía eólica ascendía a 906 GW, generando alrededor del 7,3 % de la producción de electricidad mundial. En 2022, Dinamarca generó el 55,03 % de su electricidad mediante energía eólica, y más de 80 países en todo el mundo la utilizan de forma creciente para proporcionar energía eléctrica en sus redes de distribución, aumentando su capacidad anualmente con tasas por encima del 20 %. En España la energía eólica superó el 23 % de cobertura del consumo eléctrico de la península en 2022, convirtiéndose en la segunda tecnología con mayor contribución a la cobertura de la demanda.
La energía eólica es un recurso abundante, renovable y limpio que ayuda a disminuir las emisiones de gases de efecto invernadero al reemplazar fuentes de energía a base de combustibles fósiles. El impacto ambiental de este tipo de energía es, además, generalmente, menos problemático que el de otras fuentes de energía.
La energía del viento es bastante estable y predecible a escala anual, aunque presenta variaciones significativas a escalas de tiempo menores. Al incrementarse la proporción de energía eólica producida en una determinada región o país, se hace imprescindible establecer una serie de mejoras en la red eléctrica local. Diversas técnicas de control energético, como una mayor capacidad de almacenamiento de energía, una distribución geográfica amplia de los aerogeneradores, la disponibilidad de fuentes de energía de respaldo, la posibilidad de exportar o importar energía a regiones vecinas o la reducción de la demanda cuando la producción eólica es menor, pueden ayudar a mitigar en gran medida estos problemas. Además, son de extrema importancia las previsiones de producción eólica que permiten a los gestores de la red eléctrica estar preparados y anticiparse frente a las previsibles variaciones en la producción eólica que puedan tener lugar a corto plazo.

## Cómo se produce y se genera
La energía del viento está relacionada con el movimiento de las masas de aire que se desplazan desde zonas de alta presión atmosférica hacia zonas adyacentes de menor presión, con velocidades proporcionales al gradiente de presión y así poder generar energía.
Los vientos se generan a causa del calentamiento no uniforme de la superficie terrestre debido a la radiación solar; entre el 1 y el 2 % de la energía proveniente del Sol se convierte en viento. Durante el día, los continentes transfieren una mayor cantidad de energía solar al aire que las masas de agua, haciendo que este se caliente y se expanda, por lo que se vuelve menos denso y se eleva. El aire más frío y pesado que proviene de los mares, océanos y grandes lagos se pone en movimiento para ocupar el lugar dejado por el aire caliente.

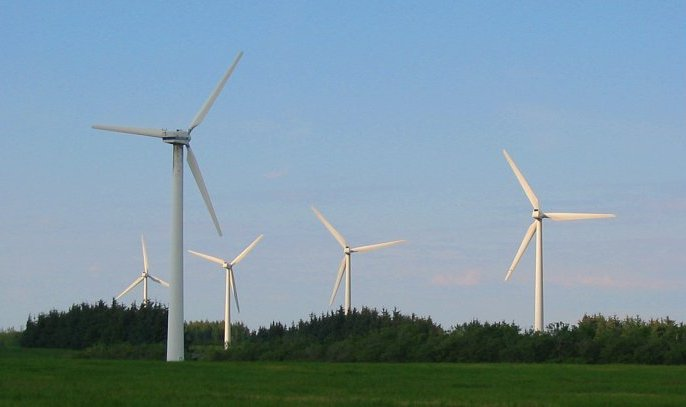
Parque eólico en Vendsyssel-Thy (Dinamarca)

Para poder aprovechar la energía eólica es importante conocer las variaciones diurnas, nocturnas y estacionales de los vientos, la variación de la velocidad del viento con la altura sobre el suelo, la entidad de las ráfagas en espacios de tiempo breves, y los valores máximos ocurridos en series históricas de datos con una duración mínima de 20 años. Para poder utilizar la energía del viento, es necesario que este alcance una velocidad mínima que depende del aerogenerador que se vaya a utilizar pero que suele empezar entre los 3 m/s (10 km/h) y los 4 m/s (14,4 km/h), velocidad llamada "cut-in speed", y que no supere los 25 m/s (90 km/h), velocidad llamada cut-out speed.
La energía del viento se aprovecha mediante el uso de máquinas eólicas o aeromotores capaces de transformar la energía eólica en energía mecánica de rotación utilizable, ya sea para accionar directamente las máquinas operatrices o para la producción de energía eléctrica. En este último caso, el más ampliamente utilizado en la actualidad, el sistema de conversión —que comprende un generador eléctrico con sus sistemas de control y de conexión a la red— es conocido como aerogenerador. En estos la energía eólica mueve una hélice y mediante un sistema mecánico se hace girar el rotor de un generador, normalmente un alternador, que produce energía eléctrica. Para que su instalación resulte rentable, suelen agruparse en concentraciones denominadas «parques eólicos», y estos pueden ser terrestres o marinos.
Una turbina eólica es una máquina que transforma la energía del viento en energía mecánica mediante unas aspas oblicuas unidas a un eje común. El eje giratorio puede conectarse a varios tipos de maquinaria, sea para moler grano (molinos), bombear agua o generar electricidad. Cuando se usa para producir electricidad se le denomina generador de turbina de viento. Las máquinas movidas por el viento tienen un origen remoto, siendo las más antiguas las que funcionaban como molinos.
La energía eólica es la energía que se obtiene del viento o, dicho de otro modo, es el aprovechamiento de la energía cinética de las masas de aire que puede convertirse en energía mecánica y a partir de ella en electricidad u otras formas útiles de energía en cotidianas actividades humanas.

## Historia

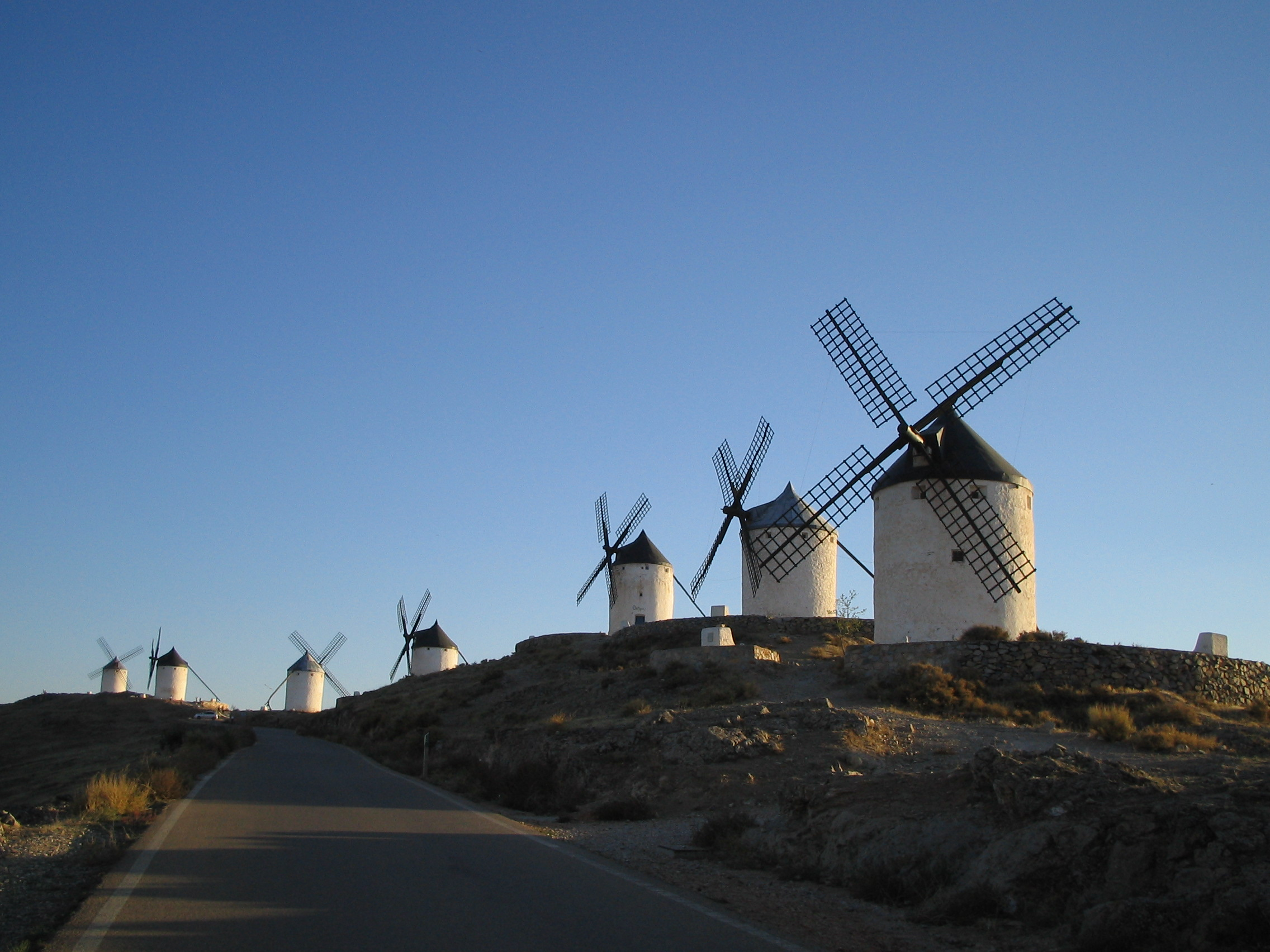
Molinos del siglo en Consuegra

La energía eólica no es algo nuevo, es una de las energías más antiguas junto a la energía térmica. El viento como fuerza motriz se ha utilizado desde la antigüedad. Así, ha movido a barcos mediante el uso de velas o ha hecho funcionar la maquinaria de los molinos al mover sus aspas. Sin embargo, tras una época en la que se fue abandonando, a partir de los años ochenta del siglo XX este tipo de energía limpia experimentó un renacimiento.
La energía eólica crece de forma imparable ya en el siglo XXI, en algunos países más que en otros, pero sin duda alguna en España existe un gran crecimiento, siendo uno de los primeros países, por debajo de Alemania a nivel europeo o de Estados Unidos a escala mundial. El auge del aumento de parques eólicos se debe a las condiciones favorables de viento, sobre todo en Andalucía que ocupa un puesto principal, entre los que se puede destacar el golfo de Cádiz, ya que el recurso de viento es excepcional.

### Primeros molinos
La referencia más antigua que se tiene es un molino de viento que fue usado para hacer funcionar un órgano en el siglo I. Los primeros molinos de uso práctico fueron construidos en Sistán, Afganistán, en el siglo VII. Estos eran molinos de eje vertical con hojas rectangulares. Se usaron artefactos para moler trigo o extraer agua hechos con 6 a 8 aspas de molino cubiertas con telas.

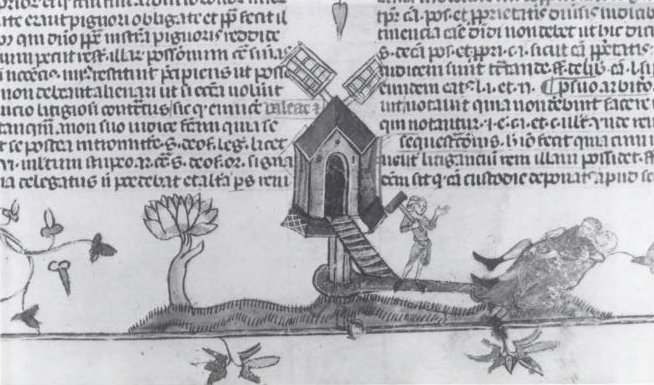
Ilustración de un molino medieval (siglo)

### En Europa
Los primeros molinos aparecieron en Europa en el siglo XII en Francia e Inglaterra y fueron extendiéndose por el continente. Eran unas estructuras de madera, conocidas como torres de molino, que se hacían girar a mano alrededor de un poste central para extender sus aspas al viento. El molino de torre se desarrolló en Francia a lo largo del siglo XIV. Consistía en una torre de piedra coronada por una estructura rotativa de madera que soportaba el eje del molino y la maquinaria superior del mismo.
Estos primeros ejemplares tenían una serie de características comunes. De la parte superior del molino sobresalía un eje horizontal. De este eje partían de cuatro a ocho aspas, con una longitud entre 3 y 9 metros. Las vigas de madera se cubrían con telas o planchas de madera. La energía generada por el giro del eje se transmitía, mediante un sistema de engranajes, a la maquinaria del molino emplazada en la base de la estructura.
Los molinos de eje horizontal fueron usados extensamente en Europa Occidental para moler trigo desde la década de 1180 en adelante. Basta recordar los famosos molinos de viento en las andanzas de Don Quijote. Todavía existen máquinas de este tipo, por ejemplo, en los Países Bajos para sacar agua.

### Bombeo con energía eólica
En Estados Unidos, el desarrollo de bombas eólicas, reconocibles por sus múltiples aspas metálicas, fue el factor principal que permitió la agricultura y la ganadería en vastas áreas de Norteamérica, de otra manera imposible sin acceso fácil al agua. Estas bombas contribuyeron a la expansión del ferrocarril alrededor del mundo, cubriendo las necesidades de agua de las locomotoras a vapor.

### Turbinas modernas
Las turbinas eólicas modernas fueron desarrolladas a comienzos de la década de 1980. Comenzaron en 1979 con la producción en serie de turbinas de viento por los fabricantes Kuriant, Vestas, Nordtank, Nily Baltazar y Bonus. Aquellas turbinas eran pequeñas para los patrones actuales, con capacidades de 20 a 30 kW cada una. Desde entonces, la talla de las turbinas ha crecido enormemente, y la producción se ha expandido a muchos sitios del mundo.

## Utilización de la energía eólica
Para poder aprovechar la energía eólica es importante conocer las variaciones diurnas y nocturnas y estacionales de los vientos, la variación de la velocidad del viento con la altura sobre el suelo, la entidad de las ráfagas en espacios de tiempo breves, y valores máximos ocurridos en series históricas de datos con una duración mínima de 20 años. Es también importante conocer la velocidad máxima del viento. Para poder utilizar la energía del viento, es necesario que este alcance una velocidad mínima que depende del aerogenerador que se vaya a utilizar pero que suele empezar entre los 3 y los 4 m/s (10-14,4 km/h), velocidad llamada cut-in speed, y que no supere los 25 m/s (90 km/h), velocidad llamada cut-out speed.
La energía del viento es utilizada mediante el uso de máquinas eólicas (o aeromotores) capaces de transformar la energía eólica en energía mecánica de rotación utilizable, ya sea para accionar directamente las máquinas operatrices, como para la producción de energía eléctrica. En este último caso, el sistema de conversión, (que comprende un generador eléctrico con sus sistemas de control y de conexión a la red) es conocido como aerogenerador.

## Coste de la energía eólica
La energía eólica alcanzó la paridad de red (el punto en el que el costo de esta energía es igual o inferior al de otras fuentes de energía tradicionales) en algunas áreas de Europa y de Estados Unidos a mediados de la década del 2000. La caída de los costes continúa impulsando a la baja el costo normalizado de esta fuente de energía renovable: se estima que alcanzó la paridad de red de forma general en todo el continente europeo en torno al año 2010, y que se alcanzaría el mismo punto en todo Estados Unidos en 2016, debido a una reducción adicional de sus costos del 12 %.

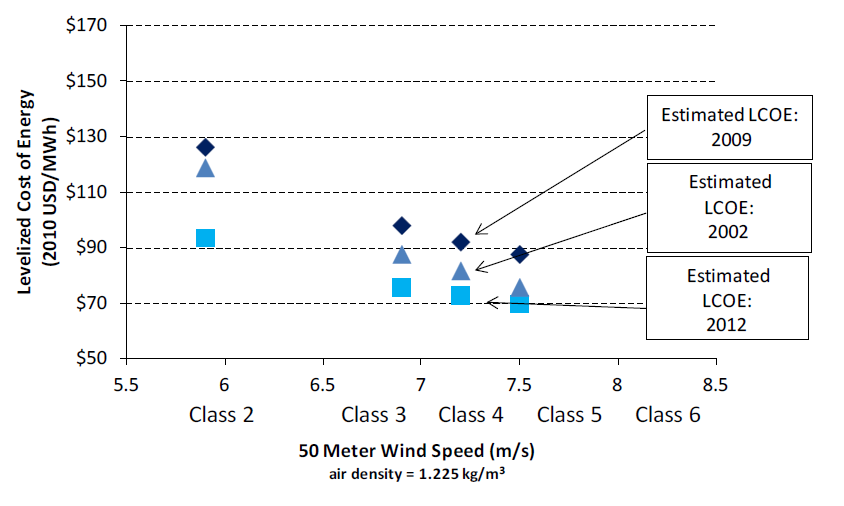
Coste estimado por MWh de la energía eólica en Dinamarca

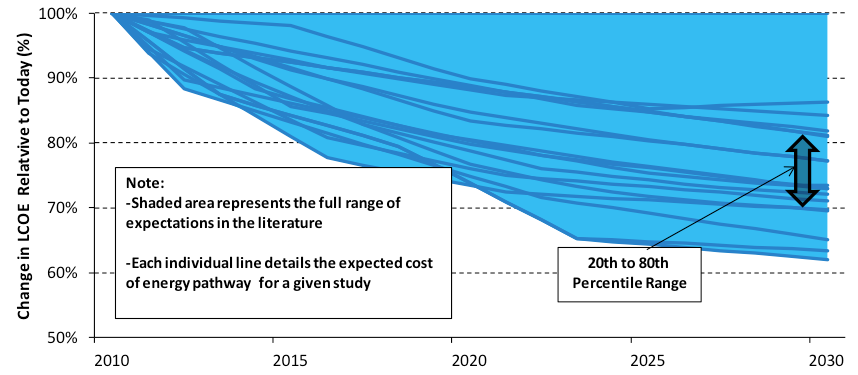
El Laboratorio Nacional de Energías Renovables estima que el costo normalizado de la energía eólica en Estados Unidos disminuirá un 25 % entre 2012 y 2030.

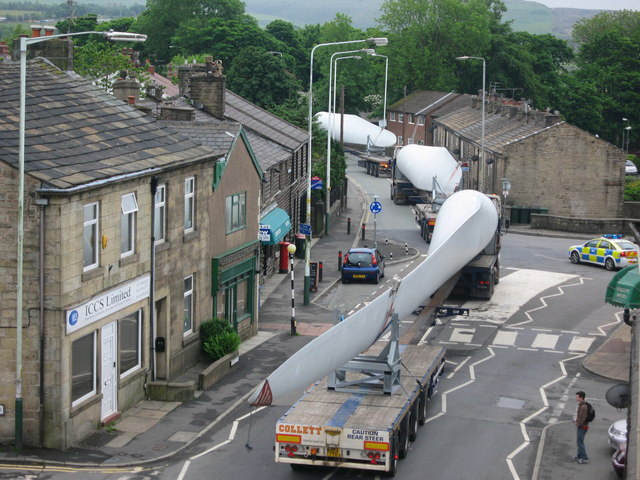
Un convoy que transporta palas para aerogeneradores atraviesa la localidad de Edenfield, en Reino Unido (2008). Piezas incluso mayores que la de la imagen son fabricadas por separado y posteriormente ensambladas in situ en la propia base del aerogenerador para facilitar su transporte.

La instalación de energía eólica requiere de una considerable inversión inicial, pero posteriormente no presenta gastos de combustible. El precio de la energía eólica es por ello mucho más estable que los precios de otras fuentes de energía fósil, mucho más volátiles. En 2006, el coste marginal de la energía eólica, una vez que la planta ha sido construida y está en marcha, era generalmente inferior a 1 céntimo de dólar por kWh. Incluso, este coste se ha visto reducido con la mejora tecnológica de las turbinas más recientes. Existen en el mercado palas para aerogeneradores cada vez más largas y ligeras, a la vez que se realizan constantemente mejoras en el funcionamiento de la maquinaria de los propios aerogeneradores, incrementando la eficiencia de los mismos. Igualmente, se han reducido los costos de inversión inicial y de mantenimiento de los parques eólicos.
En 2004, el costo de la energía eólica se había reducido a una quinta parte del que tenía en los años 1980, y los expertos consideran que la tendencia a la baja continuará en el futuro próximo, con la introducción en el mercado de nuevos aerogeneradores «multi-megavatio» cada vez más grandes y producidos en masa, capaces de producir hasta 8 megavatios de potencia por cada unidad. En 2012, los costos de capital de la energía eólica eran sustancialmente inferiores a los de 2008-2010, aunque todavía estaban por encima de los niveles de 2002, cuando alcanzaron un mínimo histórico. La bajada del resto de costos ha contribuido a alcanzar precios cada vez más competitivos. Un informe de 2011 de la Asociación Americana de la Energía Eólica (American Wind Energy Association) afirmaba:

Los costos de la energía eólica han caído durante los dos últimos años, situándose recientemente en el orden de 5-6 céntimos por kWh... unos dos céntimos más barato que la electricidad obtenida en plantas de carbón. […] 5600 MW de nueva capacidad instalada están actualmente en construcción e los Estados Unidos, más del doble que lo instalado hasta 2010. El 35 % de toda la nueva capacidad de generación construida en Estados Unidos desde 2005 proviene de la energía eólica, más que la suma de nueva capacidad proveniente de plantas de gas y carbón, ya que los proveedores de energía son atraídos cada vez más a la energía eólica como un recurso fiable frente a los movimientos impredecibles en los precios de otras fuentes de energía.

Otro informe de la Asociación Británica de la Energía Eólica estima un costo de generación medio para la eólica terrestre de 5-6 céntimos de dólar por kilovatio/hora (2005). El costeo por unidad de energía producida se estimaba en 2006 como comparable al coste de la energía producida en nuevas plantas de generación en Estados Unidos procedente del carbón y gas natural: el costo de la eólica se cifraba en $55,80/MWh, el del carbón en $53,10/MWh y el del gas natural en $52,50/MWh. Otro informe gubernamental obtuvo resultados similares en comparación con el gas natural, en 2011 en Reino Unido. En agosto de 2011, licitaciones en Brasil y Uruguay para compra a 20 años presentaron costos inferiores a los $65/MWh.
En febrero de 2013, Bloomberg New Energy Finance informó de que el costo de la generación de energía procedente de nuevos parques eólicos en Australia es menor que el procedente de nuevas plantas de gas o carbón. Al incluir en los cálculos el esquema de precios actual para los combustibles fósiles, sus estimaciones indicaban unos costos (en dólares australianos) de $80/MWh para nuevos parques eólicos, $143/MWh para nuevas plantas de carbón y $116/MWh para nuevas plantas de gas. Este modelo muestra además que «incluso sin una tasa sobre las emisiones de carbono (la manera más eficiente de reducir emisiones a gran escala) la energía eólica es un 14 % más barata que las nuevas plantas de carbón, y un 18 % más que las nuevas plantas de gas».
En abril de 2023, el coste nivelado, sin subsidios ni subvenciones, de la energía eólica terrestre se situó entre $26/MWh y $50/MWh, un coste superior al de 2022 debido a la inflación, los problemas en la cadena de suministro, el aumento de los precios de los materiales y de los costes de financiación debido a la subida de tipos de interés.
La industria eólica en Estados Unidos es actualmente capaz de producir mayor potencia a un costo menor gracias al uso de aerogeneradores cada vez más altos y con palas de mayor longitud, capturando de esta manera vientos mayores a alturas más elevadas. Esto ha abierto nuevas oportunidades, y en estados como Indiana, Míchigan y Ohio, el costo de la eólica procedente de aerogeneradores de entre 90 y 120 metros de altura puede competir con fuentes de energía convencionales como el carbón. Los precios han caído hasta incluso 4 céntimos por kWh en algunos casos, y las compañías distribuidoras están incrementando la cantidad de energía eólica en su modelo energético, al darse cuenta progresivamente de su competitividad.
El coste de la unidad de energía producida en instalaciones eólicas se deduce de un cálculo bastante complejo. Para su evaluación se deben tener en cuenta diversos factores, entre los cuales cabe destacar:
- La inversión inicial: el costo del aerogenerador incide en aproximadamente el 60 o 70 %. El costo medio de una central eólica es, hoy, de unos 1200 euros por kilovatio de potencia instalada y variable según la tecnología y la marca que se vayan a instalar (direct drive, síncronas, asíncronas o generadores de imanes permanentes).
- La vida útil de la instalación (aproximadamente 20 años) y la amortización de este costo.
- Los costos financieros.
- Los costos de operación y mantenimiento (variables entre el 1 y el 3 % de la inversión);
- La energía global producida en un período de un año, es decir, el factor de planta de la instalación. Esta se define en función de las características del aerogenerador y de las características del viento en el lugar donde se ha emplazado. Este cálculo es bastante sencillo puesto que se usan las curvas de potencia certificadas por cada fabricante y que suelen garantizarse entre el 95 y el 98 % según cada fabricante. Para algunas de las máquinas que llevan ya funcionando más de 20 años se ha llegado a alcanzar el 99 % de la curva de potencia.

## Producción en el mundo

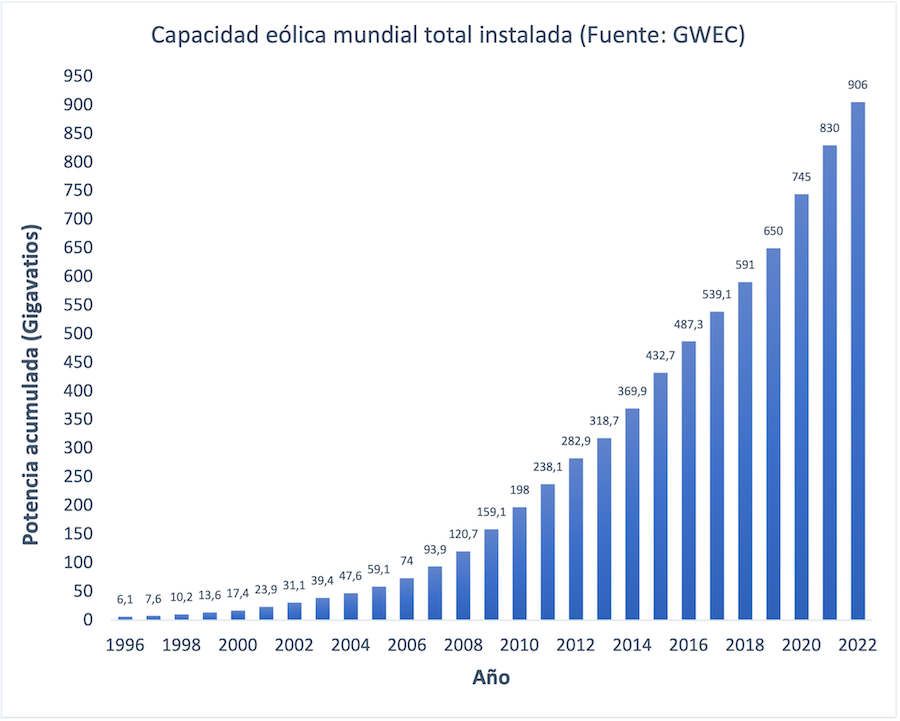
Evolución de la capacidad eólica total instalada a nivel mundial entre 1996 y 2022 (en gigavatios [GW]). Fuente: GWEC

En 2022, la energía eólica instalada en el mundo contaba con una capacidad total de 906 GW, un 9 % más que en el año anterior. Los principales mercados del mundo China con un 40 % la potencia terrestre instalada, Estados Unidos con un 17 %, Alemania con el 7 %, la India con el 5 % y España con un 4 % de la potencia mundial.
China, Alemania, España, Estados Unidos, India y Dinamarca han realizado las mayores inversiones en generación de energía eólica. Dinamarca es, en términos relativos, la más destacada en cuanto a fabricación y utilización de turbinas eólicas, con el compromiso realizado en los años 1970 de llegar a obtener la mitad de la producción de energía del país mediante el viento. En 2014 generó el 39,1 % de su electricidad mediante aerogeneradores, mayor porcentaje que cualquier otro país, y el año anterior la energía eólica se consolidó como la fuente de energía más barata del país.
En 2022, Brasil realizó una fuerte inversión en el desarrollo de su energía eólica, ampliando hasta los 22GW su capacidad instalada.
La siguiente tabla muestra los mayores países productores de energía eólica por capacidad total instalada al final de cada año (en megavatios). Datos publicados por el Global Wind Energy Council (GWEC).
| #                  | País                 | 2006   | 2007   | 2008    | 2009    | 2010    | 2011    | 2012    | 2013    | 2014    | 2015    | 2016    | 2017    | 2018    | 2019    | 2020    | 2021    | 2022    |
| ------------------ | -------------------- | ------ | ------ | ------- | ------- | ------- | ------- | ------- | ------- | ------- | ------- | ------- | ------- | ------- | ------- | ------- | ------- | ------- |
| 1                  | China                | 2599   | 5912   | 12 210  | 25 104  | 44 733  | 62 733  | 75 564  | 91 412  | 114 763 | 145 104 | 168 690 | 188 232 | 211 392 | 236 320 | 281 993 | 328 973 | 365 964 |
| 2                  | Estados Unidos       | 11 603 | 16 819 | 25 170  | 35 159  | 40 200  | 46 919  | 60 007  | 61 110  | 65 879  | 74 472  | 82 183  | 89 077  | 96 665  | 105 466 | 117 744 | 132 738 | 140 862 |
| 3                  | Alemania             | 20 622 | 22 247 | 23 903  | 25 777  | 27 214  | 31 060  | 34 332  | 39 250  | 39 165  | 44 947  | 50 019  | 56 132  | 59 311  | 61 357  | 62 184  | 63 760  | 66 315  |
| 4                  | India                | 6 270  | 7 850  | 9 587   | 10 925  | 13 064  | 16 084  | 18 421  | 20 150  | 22 465  | 27 151  | 28 665  | 32 848  | 35 129  | 37 506  | 38 559  | 40 067  | 41 930  |
| 5                  | España               |        |        |         |         |         | 21 529  | 22 789  | 22 958  | 22 925  | 22 943  | 22 990  | 23 124  | 23 405  | 25 583  | 27 089  | 27 497  | 29 308  |
| 6                  | Reino Unido          | 1 963  | 2 389  | 3 288   | 4 070   | 5 203   | 6 540   | 8 445   | 10 711  | 12 440  | 13 603  | 15 030  | 18 872  | 20 970  | 23 515  | 24 665  | 27 130  | 28 537  |
| 7                  | Brasil               | 237    | 247    | 339     | 606     | 932     | 1 509   | 2 508   | 3 466   | 5 939   | 8 715   | 10 740  | 12 763  | 14 707  | 15 452  | 17 198  | 21 161  | 24 163  |
| 8                  | Francia              | 1 589  | 2 477  | 3 426   | 4 410   | 5 660   | 6 800   | 7 196   | 8 243   | 9 285   | 10 358  | 12 065  | 13 759  | 15 309  | 16 643  | 17 382  | 18 676  | 21 120  |
| 9                  | Canadá               | 1 460  | 1 846  | 2 369   | 3 319   | 4 008   | 5 265   | 6 200   | 7 823   | 9 694   | 11 205  | 11 898  | 12 239  | 12 816  | 13 413  | 13 577  | 14 304  | 15 295  |
| 10                 | Suecia               | 571    | 831    | 1 067   | 1 560   | 2 163   | 2 970   | 3 745   | 4 382   | 5 425   | 6 025   | 6 519   | 6 691   | 7 407   | 8 804   | 9 688   | 12 080  | 14 557  |
| 11                 | Italia               | 2 123  | 2 726  | 3 537   | 4 850   | 5 797   | 6 747   | 8 144   | 8 558   | 8 663   | 8 958   | 9 257   | 9 479   | 9 958   | 10 512  | 10 839  | 11 276  | 11 780  |
| 12                 | Turquía              | 65     | 207    | 433     | 801     | 1 329   | 1 799   | 2 312   | 2 958   | 3 763   | 4 718   | 6 101   | 6 516   | 7 369   | 8 056   | 8 832   | 10 607  | 11 396  |
| 13                 | Australia            | 651    | 824    | 1 306   | 1 712   | 1 991   | 2 176   | 2 584   | 3 239   | 3 806   | 4 187   | 4 327   | 4 557   | 5 362   | 6 199   | 8 603   | 8 951   | 10 134  |
| 14                 | Países Bajos         | 1 571  | 1 759  | 2 237   | 2 223   | 2 237   | 2 328   | 2 391   | 2 671   | 2 805   | 3 431   | 4 328   | 4 341   | 4 471   | 4 600   | 6 600   | 7 801   | 9 309   |
| 15                 | Polonia              | 153    | 276    | 472     | 725     | 1107    | 1616    | 2497    | 3390    | 3834    | 5100    | 5782    | 6397    | 5864    | 5917    | 6267    | 6958    | 7987    |
| 16                 | México               | 84     | 85     | 85      | 520     | 733     | 873     | 1370    | 1859    | 2551    | 3073    | 3527    | 4005    | 4935    | 6215    | 6504    | 7154    | 7312    |
| 17                 | Dinamarca            | 3140   | 3129   | 3164    | 3465    | 3752    | 3871    | 4162    | 4807    | 4845    | 5063    | 5227    | 5476    | 5758    | 6128    | 6235    | 7014    | 7088    |
| 18                 | Finlandia            | 86     | 110    | 143     | 147     | 197     | 199     | 288     | 447     | 627     | 1005    | 1539    | 2113    | 2041    | 2284    | 2474    | 3257    | 5614    |
| 19                 | Portugal             | 1716   | 2130   | 2862    | 3535    | 3702    | 4083    | 4525    | 4730    | 4914    | 5079    | 5316    | 5316    | 5380    | 5437    | 5239    | 5248    | 5455    |
| 20                 | Bélgica              | 194    | 287    | 384     | 563     | 911     | 1078    | 1375    | 1651    | 1959    | 2229    | 2386    | 2843    | 3360    | 3879    | 4692    | 4780    | 5251    |
| 21                 | Noruega              | 325    | 333    | 428     | 431     | 441     | 512     | 704     | 811     | 819     | 838     | 838     | 1162    | 1675    | 2444    | 3977    | 4650    | 5134    |
| 22                 | Grecia               | 758    | 873    | 990     | 1087    | 1208    | 1629    | 1749    | 1866    | 1980    | 2152    | 2374    | 2651    | 2844    | 3576    | 4113    | 4457    | 4879    |
| 23                 | Vietnam              | -      | -      | -       | -       | -       | 31      | 31      | 53      | 53      | 136     | 160     | 205     | 237     | 375     | 600     | 4118    | 4628    |
| 24                 | Irlanda              | 746    | 805    | 1245    | 1260    | 1379    | 1614    | 1738    | 2049    | 2272    | 2486    | 2830    | 3127    | 3564    | 4155    | 4300    | 4332    | 4619    |
| 25                 | Japón                | 1309   | 1528   | 1880    | 2056    | 2304    | 2501    | 2614    | 2669    | 2789    | 3038    | 3234    | 3400    | 3661    | 3923    | 4206    | 4471    | 4577    |
| 26                 | Chile                | -      | -      | -       | 20      | 168     | 172     | 205     | 331     | 836     | 933     | 1424    | 1540    | 1621    | 2150    | 2149    | 3137    | 3830    |
| 27                 | Austria              | 965    | 982    | 995     | 995     | 1011    | 1084    | 1378    | 1684    | 2095    | 2412    | 2632    | 2828    | 3045    | 3159    | 3224    | 3524    | 3736    |
| 28                 | Argentina            | -      | -      | -       | -       | -       | 60      | 137     | 190     | 215     | 187     | 187     | 227     | 750     | 1609    | 2624    | 3292    | 3309    |
| 29                 | Sudáfrica            | -      | -      | -       | -       | -       | -       | -       | 10      | 570     | 1053    | 1471    | 2094    | 2085    | 2085    | 2636    | 2956    | 3103    |
| 30                 | Rumania              | 2      | 7      | 10      | 14,1    | 462     | 982     | 1905    | 2600    | 2953    | 2976    | 3028    | 3029    | 3029    | 3029    | 3013    | 3013    | 3015    |
| 31                 | Rusia                | -      | -      | -       | -       | -       | 10      | 10      | 10      | 10      | 11      | 11      | 11      | 52      | 102     | 945     | 1955    | 2218    |
| 32                 | Corea del Sur        | 176    | 192    | 278     | 348     | 379     | 407     | 483     | 561     | 609     | 852     | 1089    | 1136    | 1302    | 1420    | 1636    | 1708    | 1893    |
| 33                 | Ucrania              | 86     | 89     | 90      | 94      | 87      | 151     | 302     | 371     | 498     | 514     | 526     | 593     | 533     | 1170    | 1402    | 1761    | 1761    |
| 34                 | Egipto               | 230    | 310    | 390     | 430     | 550     | 550     | 550     | 550     | 610     | 610     | 810     | 810     | 1190    | 1375    | 1375    | 1640    | 1643    |
| 35                 | Taiwán               | 188    | 280    | 358     | 436     | 519     | 564     | 564     | 614     | 633     | 647     | 682     | 692     | 702     | 712     | 854     | 1033    | 1581    |
| 36                 | Marruecos            | 64     | 125    | 125     | 253     | 286     | 291     | 291     | 487     | 787     | 787     | 897     | 1023    | 1225    | 1225    | 1405    | 1435    | 1556    |
| 37                 | Tailandia            | -      | -      | -       | -       | -       | 7       | 112     | 223     | 223     | 223     | 430     | 648     | 778     | 1507    | 1545    | 1545    | 1545    |
| 38                 | Uruguay              | -      | -      | -       | -       | -       | 43      | 56      | 59      | 701     | 845     | 1210    | 1505    | 1514    | 1514    | 1514    | 1514    | 1514    |
| 39                 | Pakistán             | -      | -      | -       | -       | -       | -       | -       | -       | -       | 255     | 591     | 792     | 1189    | 1236    | 1236    | 1335    | 1435    |
| 40                 | Kazajistán           | -      | -      | -       | -       | -       | -       | 2       | 4       | 53      | 72      | 98      | 112     | 121     | 284     | 684     | 684     | 1108    |
| 41                 | Croacia              | n/a    | n/a    | 69,4    | 104     | 152     | 187,4   | 207,1   | 302     | 347     | 387     | 422     | 613     | 613     | 652     | 788     | 988     | 1043    |
| 42                 | Nueva Zelanda        | 171    | 322    | 325     | 497     | 530     | 623     | 623     | 623     | 623     | 623     | 623     | 623     | 689     | 690     | 912     | 912     | 912     |
| 43                 | Lituania             | 56     | 50     | 54      | 91      | 163     | 203     | 263     | 279     | 279     | 315     | 493     | 493     | 439     | 533     | 539     | 671     | 814     |
| 44                 | Bulgaria             | 36     | 70     | 120     | 177     | 500     | 612     | 674     | 681     | 691     | 691     | 691     | 691     | 691     | 691     | 704     | 704     | 704     |
| 45                 | Jordania             | -      | -      | -       | -       | -       | 1       | 1       | 1       | 1       | 118     | 198     | 198     | 280     | 370     | 515     | 622     | 622     |
| 46                 | Colombia             | -      | -      | -       | -       | -       | 18      | 18      | 18      | 18      | 18      | 18      | 18      | 18      | 18      | 510     | 510     | 510     |
| 47                 | Filipinas            | -      | -      | -       | -       | -       | 33      | 33      | 33      | 337     | 427     | 427     | 427     | 427     | 443     | 443     | 443     | 443     |
| 48                 | Kenia                | -      | -      | -       | -       | -       | 6       | 6       | 6       | 6       | 26      | 26      | 26      | 336     | 336     | 336     | 436     | 436     |
| 49                 | República Dominicana | -      | -      | -       | -       | -       | 33      | 85      | 85      | 85      | 85      | 135     | 135     | 183     | 370     | 370     | 370     | 417     |
| 50                 | Perú                 | -      | -      | -       | -       | -       | -       | -       | 146     | 148     | 148     | 243     | 243     | 375     | 375     | 376     | 409     | 409     |
| 51                 | Etiopía              | -      | -      | -       | -       | -       | 23      | 81      | 171     | 171     | 324     | 324     | 324     | 324     | 324     | 324     | 324     | 404     |
| 52                 | Serbia               | -      | -      | -       | -       | -       | -       | 1       | 1       | 1       | 10      | 17      | 25      | 227     | 398     | 397     | 398     | 398     |
| 53                 | Costa Rica           | -      | -      | 74      | 123     | 119     | 132     | 147     | 148     | 198     | 268     | 319     | 378     | 408     | 459     | 394     | 394     | 394     |
| 54                 | Irán                 | 47     | 67     | 82      | 91      | 91      | 98      | 106     | 108     | 149     | 153     | 191     | 259     | 282     | 302     | 303     | 310     | 342     |
| 55                 | República Checa      | 57     | 116    | 150     | 192     | 215     | 217     | 260     | 269     | 281     | 281     | 282     | 308     | 316     | 339     | 339     | 339     | 339     |
| 56                 | Hungría              | 61     | 65     | 127     | 201     | 295     | 329     | 329     | 329     | 329     | 329     | 329     | 329     | 329     | 323     | 323     | 324     | 324     |
| 57                 | Estonia              | 31,8   | 59     | 78      | 142     | 149     | 184     | 269     | 280     | 302     | 303     | 310     | 310     | 310     | 316     | 315     | 315     | 315     |
| 58                 | Panamá               | -      | -      | -       | -       | -       | -       | -       | 20      | 55      | 253     | 270     | 270     | 270     | 270     | 270     | 270     | 270     |
| 59                 | Sri Lanka            | -      | -      | -       | -       | -       | 44      | 77      | 81      | 121     | 131     | 131     | 131     | 128     | 128     | 252     | 252     | 252     |
| 60                 | Túnez                | -      | -      | -       | -       | -       | 54      | 173     | 200     | 233     | 244     | 244     | 244     | 244     | 244     | 244     | 245     | 245     |
| 61                 | Honduras             | -      | -      | -       | -       | -       | 102     | 102     | 152     | 152     | 152     | 175     | 225     | 225     | 239     | 239     | 239     | 239     |
| 62                 | Nicaragua            | -      | -      | -       | -       | -       | 62      | 102     | 146     | 186     | 186     | 186     | 186     | 186     | 186     | 186     | 186     | 186     |
| 63                 | Luxemburgo           | -      | -      | -       | -       | -       | 45      | 58      | 58      | 58      | 64      | 120     | 120     | 123     | 136     | 136     | 136     | 165     |
| 64                 | Chipre               | -      | -      | -       | -       | -       | 134     | 147     | 147     | 147     | 158     | 158     | 158     | 158     | 158     | 158     | 158     | 158     |
| 65                 | Mongolia             | -      | -      | -       | -       | -       | 1       | 1       | 51      | 51      | 51      | 51      | 101     | 156     | 156     | 156     | 156     | 156     |
| 66                 | Indonesia            | -      | -      | -       | -       | -       | 1       | 1       | 1       | 1       | 1       | 1       | 1       | 144     | 154     | 154     | 154     | 154     |
| Total mundial (MW) | Total mundial (MW)   | 74 151 | 93 927 | 121 188 | 157 899 | 197 637 | 238 035 | 282 482 | 318 596 | 369 553 | 432 419 | 487 657 | 539 581 | 591 549 | 650 758 | 733 276 | 824 874 | 898 824 |

### Energía eólica en España

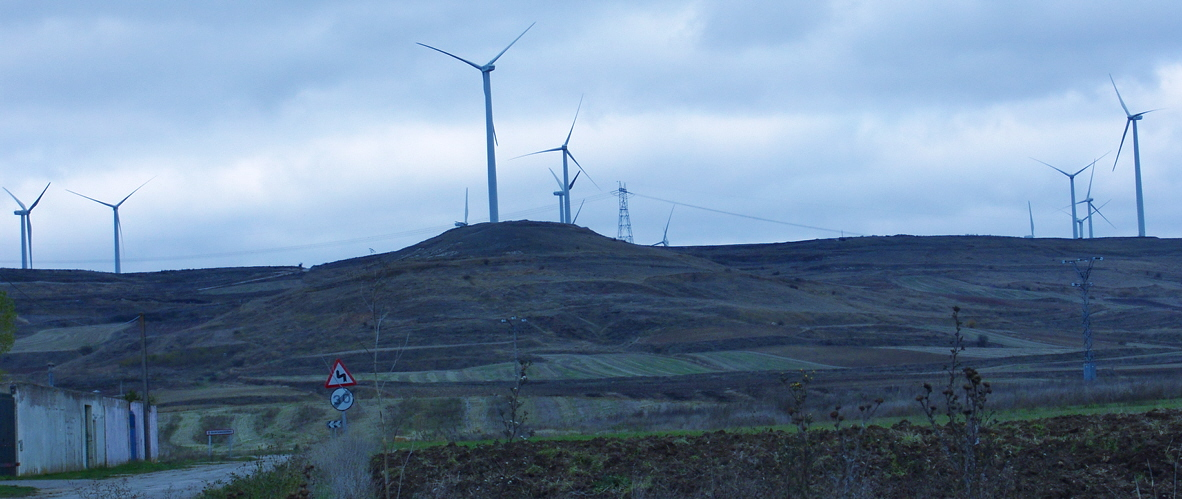
Parque Eólico «El Páramo» en Alfoz de Quintanadueñas (Burgos, España)

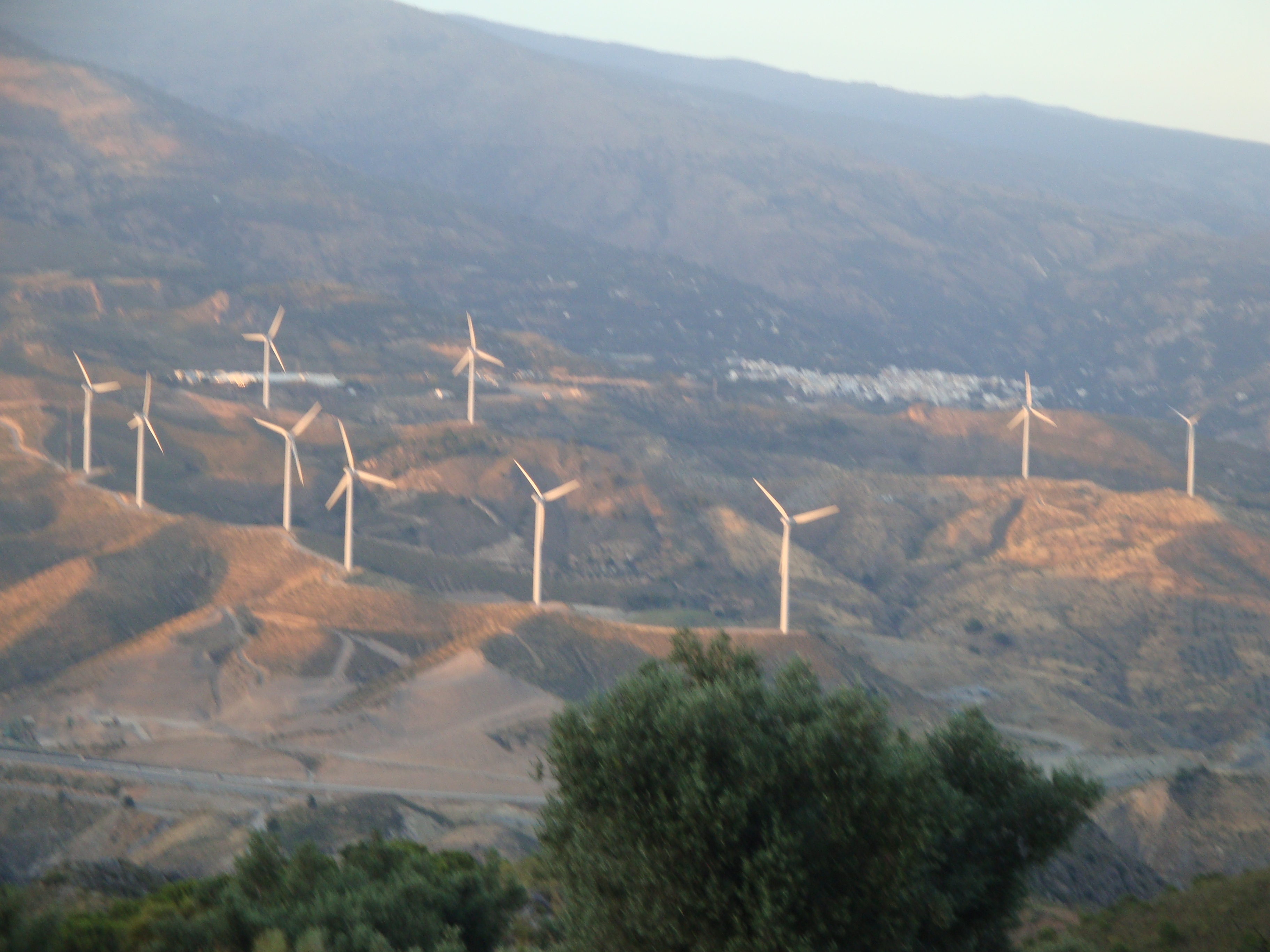
Parque eólico, con el pueblo de Lanjarón (Granada, España) al fondo

A finales de 2018, España tenía instalada una capacidad de energía eólica de 23 507 MW, lo que supone el 22,6 % de la capacidad del sistema eléctrico nacional, la segunda fuente de energía del país por detrás del ciclo combinado con 26 284 MW. Se sitúa así en cuarto lugar en el mundo en cuanto a potencia instalada, detrás de China, Estados Unidos y Alemania. Ese mismo año la energía eólica produjo 49 570 GWh, el 18,4 % de la demanda eléctrica.
El 29 de enero de 2015, la energía eólica alcanzó un máximo de potencia instantánea con 17 553 MW, cubriendo un 45 % de la demanda.
El 8 de diciembre de 2021, la energía eólica alcanzó un máximo de potencia instantánea con 20 034 MW, cubriendo un 58,9 % de la demanda.
Al finalizar 2021, la potencia acumulada en España era de 28.139MW, cubriendo más del 23% de la demanda energética del país y situándose como la primera fuente de generación eléctrica en ese año. Ese mismo año se instalaron 842,61MW eólicos.
Asimismo, está creciendo bastante el sector de la minieólica. Existe una normativa de fabricación de pequeños aerogeneradores, del Comité Electrotécnico Internacional CEI (Norma IEC-61400-2 Ed2) la cual define un aerogenerador de pequeña potencia como aquel cuya área barrida por su rotor es menor de 200 m². La potencia que corresponde a dicha área dependerá de la calidad del diseño del aerogenerador, existiendo de hasta 65 kW como máximo.

### Energía eólica en el Reino Unido
En 2022 la energía eólica alcanzó un récord anual de generación, suministrando el 24,6% de la energía eléctrica del país. Sus parques eólicos generaron un total de 80.2TWh.
El Reino Unido es uno de los países del mundo que más capacidad eólica tiene planificada, gracias a sus parques eólicos marinos situados en aguas de los mares del Norte y de Irlanda:
- Dogger Bank; 9000 MW; Mar del Norte; Forewind * (SSE Renewables, RWE Npower Renewables, StatoilHydro & Statkraft)
- Norfolk Bank; 7200 MW; Mar del Norte; *Iberdrola Renovables (ScottishPower) & Vattenfall
- Mar de Irlanda; 4100 MW; Mar de Irlanda; Céntrica
- Ría del Forth; 3400 MW; Escocia; SeaGreen * (SSE Renewables y Flúor)
- Canal de Bristol; 1500 MW; Costa Suroeste; RWE Npower Renewables
- Ría de Moray; 1300 MW; Escocia; * EDP Renovables & SeaEnergy
- Isla de Wight (Oeste); 900 MW; Sur; Enerco New Energy
- Hastings; 600 MW; Sur; E.On Climate & Renewables

Según la administración británica, «la industria eólica marina es una de las claves de la ruta del Reino Unido hacia una economía baja en emisiones de CO2.

### Energía eólica en Suecia
A finales de junio de 2023, Suecia contaba con una capacidad anual de producción de 52.661GWh, una capacidad acumulada de 17.642MW y 5.826 generadores de viento instalados. 

#### Otros países europeos
- Energía eólica en Croacia
- Energía eólica en Italia
- Energía eólica en Rumania
- Energía eólica en Turquía

### Energía eólica en América

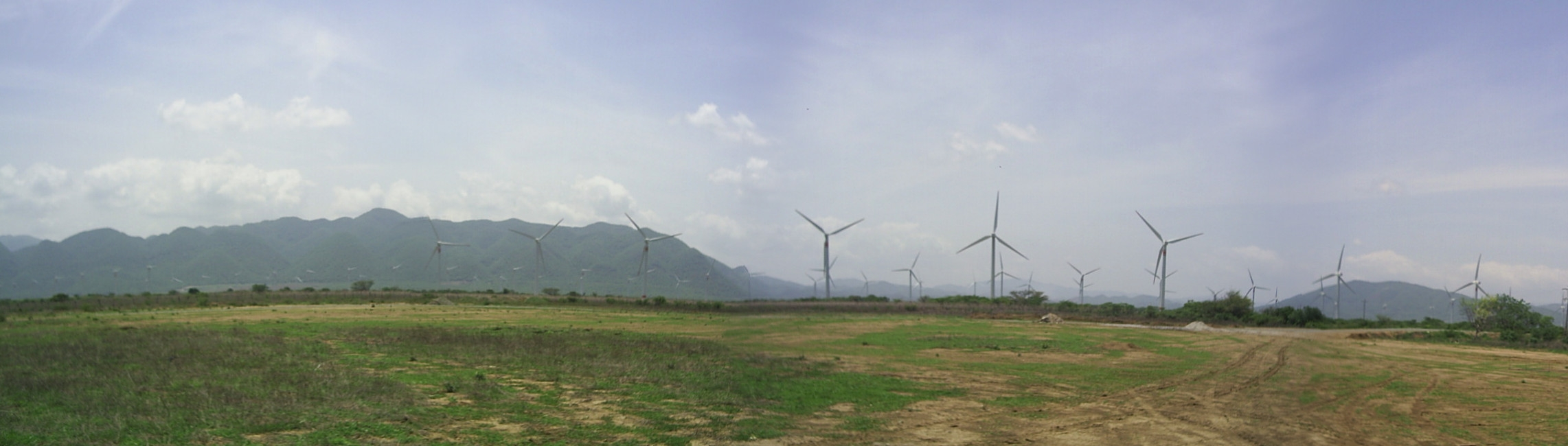
Parque eólico La Venta, ubicado en Oaxaca (México)

El desarrollo de la energía eólica en los países de México, Centroamérica y Sudamérica está en sus inicios, y la capacidad conjunta instalada en ellos, hasta finales de 2021, llega a los 39447 MW. El desglose de potencia instalada por países es el siguiente:
- Brasil: 21161 MW
- México: 7692 MW
- Argentina: 3292 MW
- Chile: 3137 MW
- Uruguay: 1514 MW
- Colombia: 510 MW
- Perú: 409 MW
- Costa Rica: 394 MW
- República Dominicana: 370 MW
- Panamá: 270 MW
- Honduras: 241 MW
- Nicaragua: 186 MW
- Otros países: potencia instalada inferior a 185 MW
- Centroamérica + Caribe: 2001 MW
- Sudamérica: 29754 MW

A finales de 2021, Brasil era el cuarto mayor productor de energía eólica del mundo (72 TWh), solo por detrás de China, EE. UU. y Alemania. El país se ha estado preparando para instalar parques eólicos marinos para 2030. El potencial eólico de la región de la Patagonia se considera gigantesco, con estimaciones de que el área podría proporcionar suficiente electricidad para sostener el consumo de un país como Brasil solo. Sin embargo, Argentina tiene deficiencias de infraestructura para llevar a cabo la transmisión de energía eléctrica desde zonas deshabitadas con mucho viento hacia los grandes centros del país.

### Energía eólica en África
El potencial eólico de la región de África y Oriente Medio se sitúa en 59.000GW, según datos publicados en octubre de 2020. A finales de ese mismo año la capacidad total instalada en la región ascendía a 7GW, representando un 0,01% de su potencial estimado.
En el año 2022, aumentó en 453MW su potencia eólica instalada, la cifra más baja desde 2013.

## Ventajas de la energía eólica

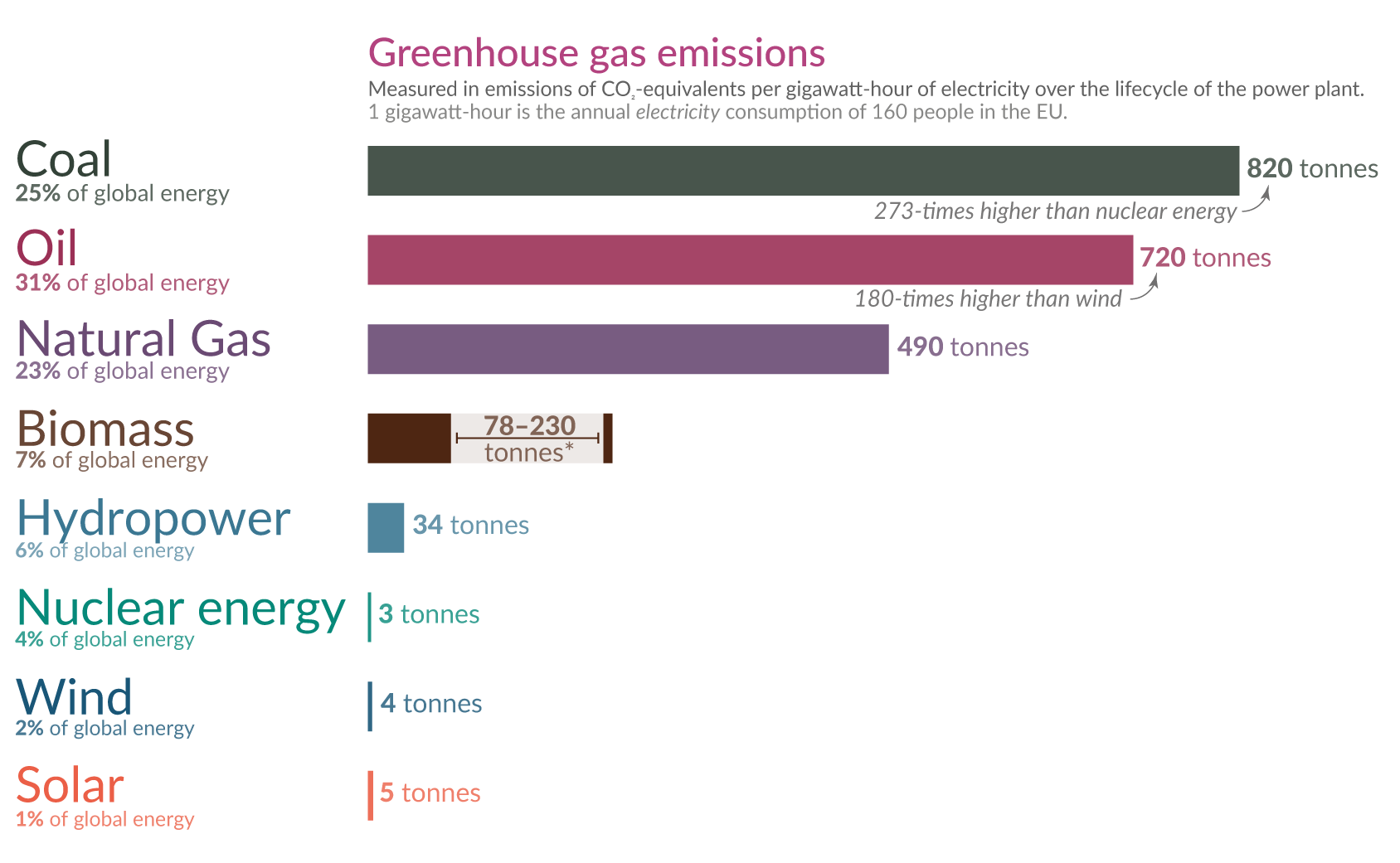
Gases de efecto invernadero por fuente de energía. La energía eólica es una de las fuentes de energía con menos gases de efecto invernadero.

- Es un tipo de energía renovable ya que tiene su origen en procesos atmosféricos debidos a la energía que llega a la Tierra procedente del Sol.
- Es una energía limpia al no requerir una combustión, por lo que no produce emisiones atmosféricas ni residuos contaminantes, evitando así un incremento del efecto invernadero y el cambio climático.
- Reduce la dependencia de combustibles fósiles.
- Puede instalarse en espacios no aptos para otros fines, por ejemplo en zonas desérticas, próximas a la costa, en laderas áridas o muy empinadas para ser cultivables.
- Puede convivir con otros usos del suelo, por ejemplo prados para uso ganadero o cultivos bajos como trigo, maíz, patatas, remolacha, etc.
- Crea un elevado número de puestos de trabajo en las plantas de ensamblaje y las zonas de instalación.
- Su instalación es rápida, entre 4 y 9 meses.
- Su inclusión en una red eléctrica permite, cuando las condiciones del viento son adecuadas, ahorrar combustible en las centrales térmicas y/o agua en los embalses de las centrales hidroeléctricas.
- Su utilización combinada con otros tipos de energía, habitualmente la energía solar fotovoltaica, permite la autoalimentación de viviendas, logrando autonomías superiores a las 82 horas y terminando así con la necesidad de conectarse a redes de suministro.
- La situación física actual dispersa en países como España permite compensar la baja producción de unos parques eólicos por falta de viento con la alta producción en otras zonas. De esta forma se estabiliza la forma de onda producida en la generación eléctrica, solventando los problemas que presentaban los aerogeneradores como productores de energía en sus inicios.
- Es posible construir parques eólicos en el mar, donde el viento es más fuerte, más constante y el impacto social es menor, aunque aumentan los costes de instalación y mantenimiento. Los parques marinos son especialmente importantes en los países del norte de Europa como Dinamarca.
- A medida que la tecnología ha ido avanzando, el coste de la energía eólica ha disminuido significativamente, llegando en algunos casos a ser una de las formas más baratas de generar electricidad.
- A diferencia de los combustibles fósiles, que pueden ser volátiles en términos de precio, el viento es gratuito, lo que puede contribuir a una cierta estabilidad de los precios de la electricidad.
- Las turbinas eólicas pueden utilizarse de manera flexible y en una variedad de configuraciones que van desde instalaciones a gran escala hasta sistemas más pequeños para uso individual o comunitario.
- La incorporación de la energía eólica a la matriz energética de un país ayuda a diversificar sus fuentes de energía y puede hacer que el sistema energético sea más resistente a interrupciones o fluctuaciones en el suministro de otras fuentes. .

## Desventajas de la energía eólica

### Aspectos técnicos

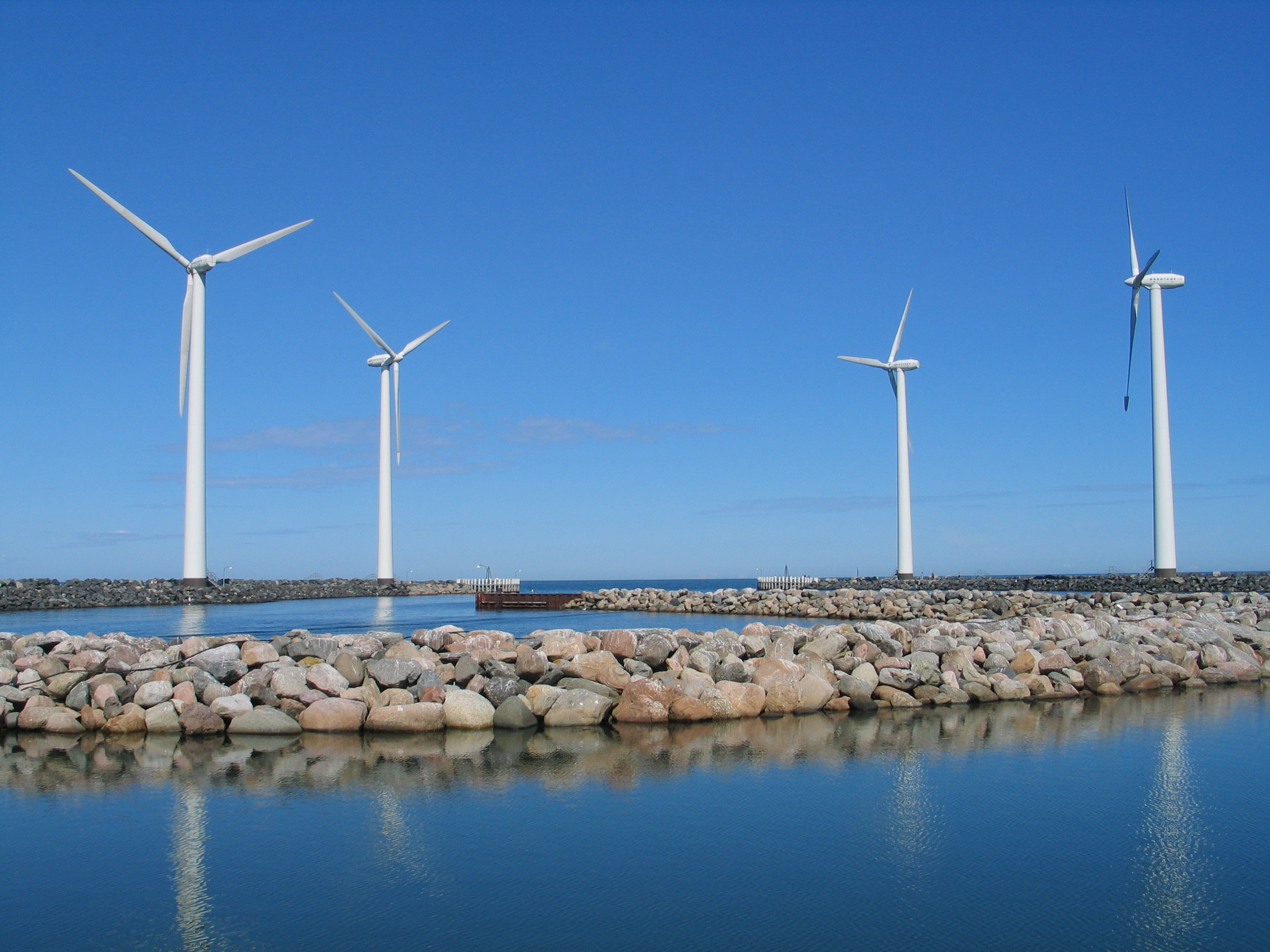
Parque eólico en Dinamarca

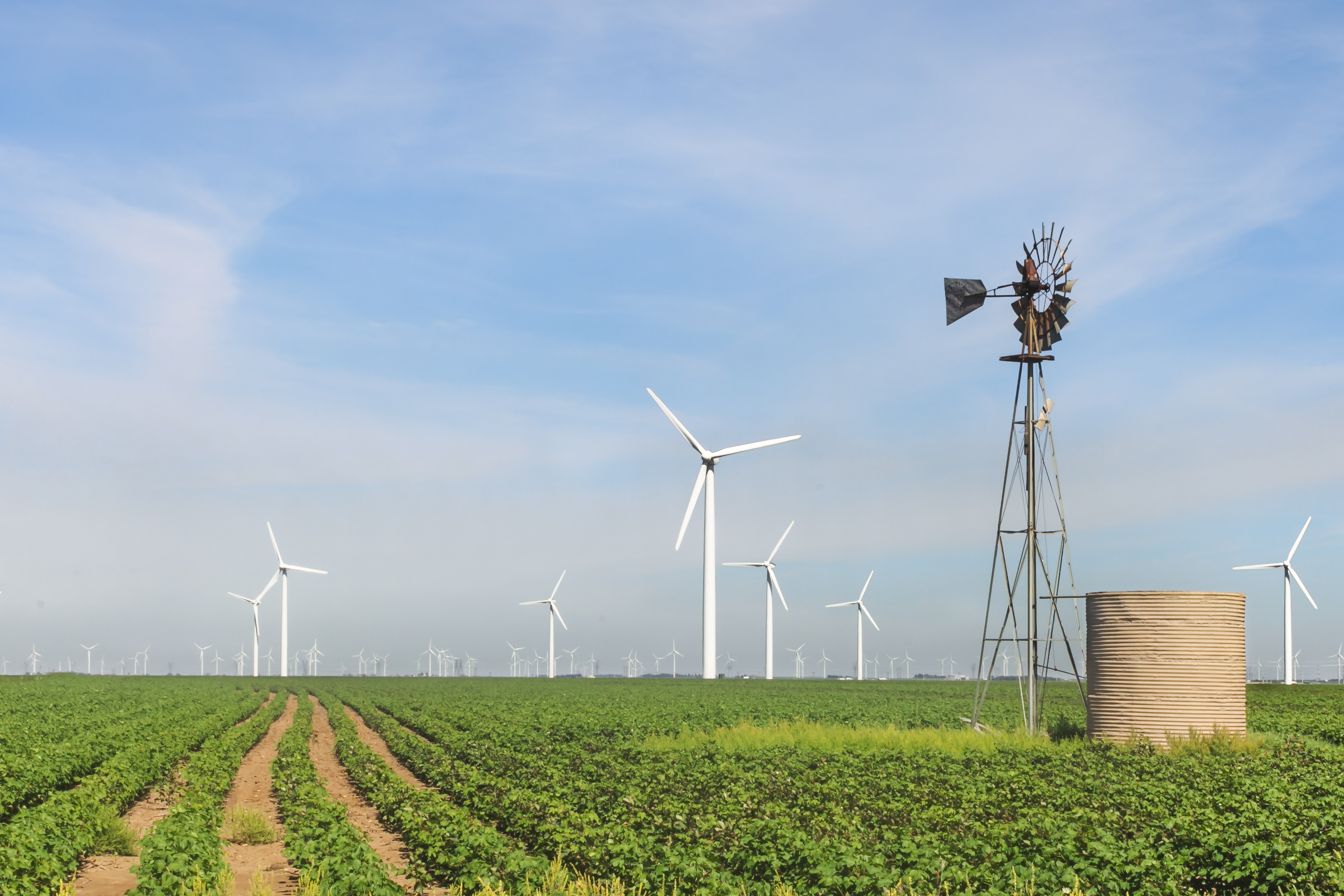
Parque eólico Roscoe y molino de viento en Texas

Debido a la variabilidad natural y la impredecibilidad del viento, para que la energía eólica pueda ser usada como única fuente de energía eléctrica es necesario almacenar la energía que se produce cuando hay viento para poder luego utilizarla cuando no lo hay. Pero hasta el momento no existen sistemas lo suficientemente grandes como para almacenar cantidades considerables de energía de forma eficiente, salvo las centrales de bombeo. Por lo tanto, para hacer frente a los valles en la curva de producción de energía eólica y evitar apagones generalizados, es indispensable un respaldo de las energías convencionales como centrales termoeléctricas de carbón, gas natural, petróleo o ciclo combinado o centrales hidroeléctricas reversibles, por ejemplo. Esto supone un inconveniente, puesto que cuando respaldan a la eólica, las centrales de carbón no pueden funcionar a su rendimiento óptimo, que se sitúa cerca del 90% de su potencia. Tienen que quedarse muy por debajo de este porcentaje para poder subir sustancialmente su producción en el momento en que amaine el viento. Es por ello que, cuando funcionan en este modo, las centrales térmicas consumen más combustible por kWh producido.[cita requerida] Además, al aumentar y disminuir su producción cada vez que cambia la velocidad del viento se produce un desgaste mayor de la maquinaría.[cita requerida] La mejora de la interconexión eléctrica entre Francia y España, prevista para 2028, con la entrada en funcionamiento de una línea de 5GW, solucionará este problema del respaldo. La interconexión con Francia permitirá emplear el sistema europeo como colchón de la variabilidad eólica. La variabilidad en la producción de energía eólica tiene otras importantes consecuencias:
- Para distribuir la electricidad producida por cada parque eólico (que suelen estar situados además en parajes naturales apartados) es necesario construir unas líneas de alta tensión que sean capaces de conducir el máximo de electricidad que sea capaz de producir la instalación.
- Técnicamente, uno de los mayores inconvenientes de los aerogeneradores era el llamado hueco de tensión. Ante uno de estos fenómenos, las protecciones de los aerogeneradores con motores de jaula de ardilla provocaban la desconexión de la red para evitar ser dañados y consecuentemente nuevas perturbaciones en ella, en este caso, de falta de suministro. En enero de 2007, la REE publicó una serie de requisitos de respuesta frente a estos huecos de tensión. Los aerogeneradores instalados a partir de la fecha ya cumplían estos requisitos, así como se llevó una adaptación a los de instalación anterior.[73]
- Además de la evidente necesidad de una velocidad mínima en el viento para poder mover las aspas, existe también una limitación superior: una máquina puede estar generando al máximo de su potencia, pero si la velocidad del viento sobrepasa las especificaciones del aerogenerador, es obligatorio desconectarlo de la red o cambiar la inclinación de las aspas para que dejen de girar, puesto que su estructura puede resultar dañada por los esfuerzos que aparecen en el eje. La consecuencia inmediata es un descenso evidente de la producción eléctrica, a pesar de haber viento en abundancia, y supone otro factor más de incertidumbre a la hora de contar con esta energía en la red eléctrica de consumo.

Aunque estos problemas parecen únicos a la energía eólica, son comunes a todas las energías de origen natural:
- Un panel solar solo producirá energía mientras haya suficiente luz solar.
- Una central hidroeléctrica solo podrá producir mientras las condiciones hídricas y las precipitaciones permitan la liberación de agua

Una de las formas de paliar la falta de control sobre los recursos renovables (viento, radiación solar), son los llamados sistemas híbridos, donde se combinan fuentes de energía junto con almacenamiento. Hay una tendencia a la creación de centrales renovables en las que participan generadores eólicos, solares y almacenamiento por baterías (por lo general de ion litio). En países como Australia o Estados Unidos se está regulando su uso e incluso se definen tarifas específicas para la inyección de energía desde estas centrales que comienzan a competir de igual a igual con las centrales basadas en combustibles fósiles, dado que comienzan a tener una previsión de generación a un día vista o más.

### Aspectos medioambientales

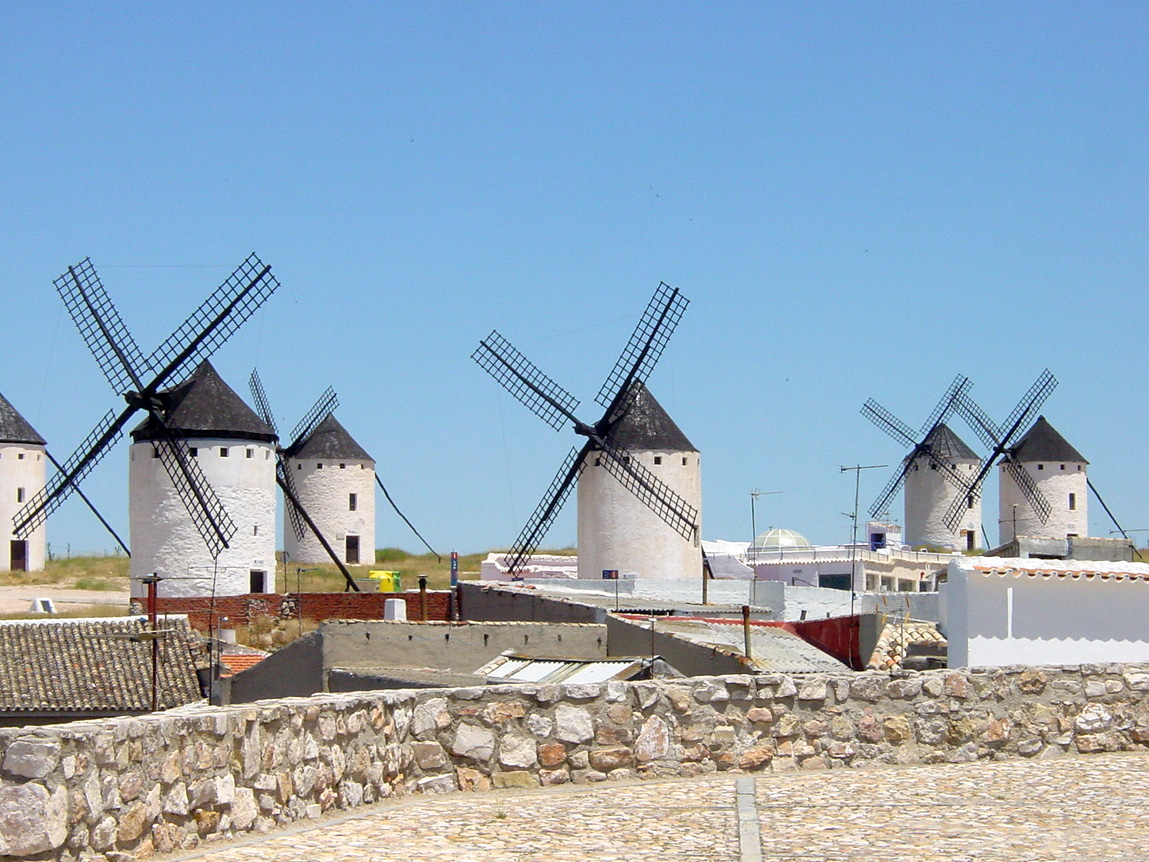
Molinos en La Mancha (España) famosos desde la publicación de la novela Don Quijote de la Mancha en 1605, son un patrimonio nacional.

- Generalmente, aunque no siempre, se combina con centrales térmicas, lo que lleva a que algunas personas consideren que realmente no se ahorran demasiadas emisiones de dióxido de carbono. No obstante, hay que tener en cuenta que ningún tipo de energía renovable permite, al menos por sí sola, cubrir toda la demanda y producción de electricidad, pero sin embargo su aportación a la red eléctrica es netamente positiva desde el punto de vista del ahorro de emisiones.
- Existen parques eólicos en España en espacios protegidos como ZEPA (Zona de Especial Protección para las Aves) y LIC (lugar de importancia comunitaria) de la Red Natura 2000, lo que supone un impacto natural —si bien, reducido— debido a la actividad humana.
- Al comienzo de su instalación, los lugares seleccionados para ello coincidieron con las rutas de las aves migratorias o con las zonas donde las aves aprovechan vientos de ladera, lo que hace que los aerogeneradores entren en conflicto con aves y murciélagos. Afortunadamente los niveles de mortandad son muy bajos en comparación con otras causas como por ejemplo los atropellos, aunque esta afirmación es cuestionada por expertos independientes.[cita requerida] Actualmente los estudios de impacto ambiental necesarios para el reconocimiento del plan del parque eólico tienen en consideración la situación ornitológica de la zona. Además, dado que los aerogeneradores actuales son de baja velocidad de rotación, el problema de choque con las aves se está reduciendo significativamente.
- El impacto paisajístico es una nota importante debido a la disposición de los elementos horizontales que lo componen y la aparición de un elemento vertical como es el aerogenerador. Producen el llamado «efecto discoteca»: este aparece cuando el sol está por detrás de los molinos y las sombras de las aspas se proyectan con regularidad sobre los jardines y las ventanas, parpadeando de tal modo que la gente denominó este fenómeno «efecto discoteca». Esto, unido al ruido, puede llevar a la gente hasta un alto nivel de estrés, con efectos de consideración para la salud. No obstante, la mejora del diseño de los aerogeneradores ha permitido ir reduciendo progresivamente el ruido que producen.
- La apertura de parques eólicos y la presencia de operarios en ellos hace que la presencia humana sea constante en lugares hasta entonces poco transitados, lo que afecta también a la fauna.  La instalación de grandes plantas de aerogeneradores es a menudo criticada por el impacto paisajístico que acarrea en municipios pequeños y en parajes naturales. En la imagen, planta eólica afectando a las vistas de la montaña de Montserrat en Rubió, Cataluña.

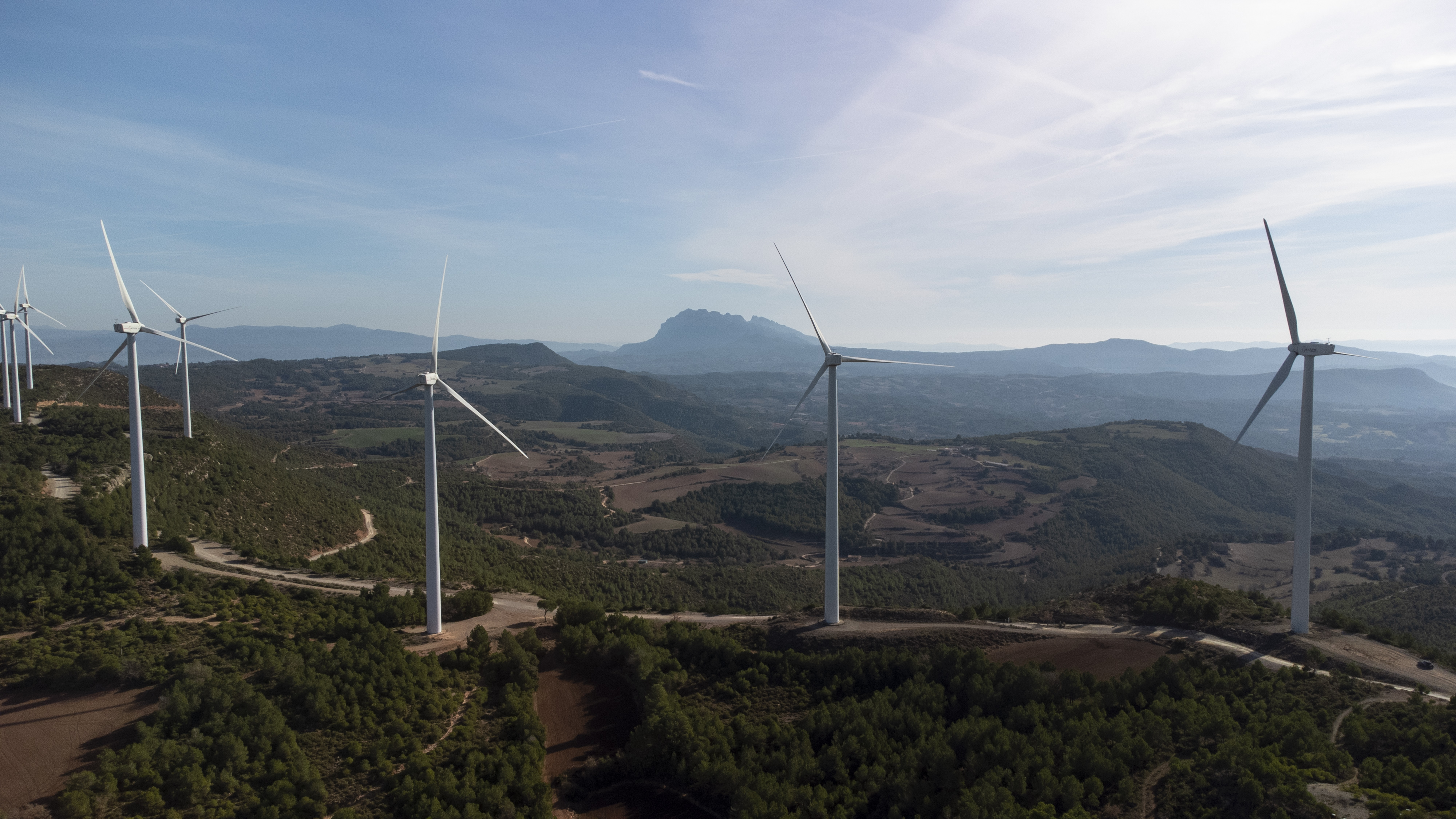
La instalación de grandes plantas de aerogeneradores es a menudo criticada por el impacto paisajístico que acarrea en municipios pequeños y en parajes naturales. En la imagen, planta eólica afectando a las vistas de la montaña de Montserrat en Rubió, Cataluña.

## Microgeneración de energía eólica

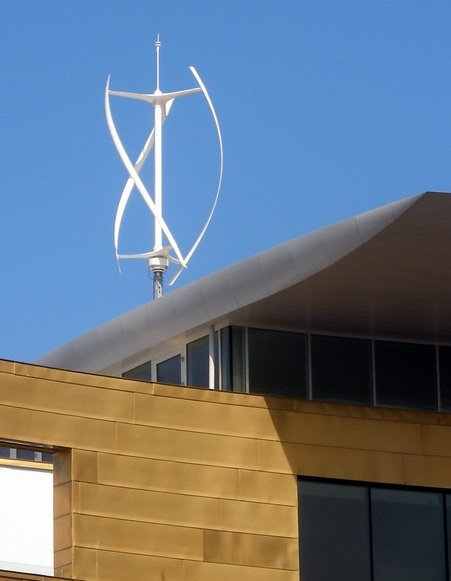
Una turbina helicoidal de eje vertical (llamada Quietrevolution QR5) en Bristol, Reino Unido. Con un diámetro de 3 m, y 5 m de altura, permite generar una potencia de 6,5 kW que se vierte a la red eléctrica.

La microgeneración de energía eólica consiste en pequeños sistemas de generación de hasta 50 kW de potencia. En comunidades remotas y aislada, que tradicionalmente han utilizado generadores diésel, su uso supone una buena alternativa. También es empleada cada vez con más frecuencia por hogares que instalan estos sistemas para reducir o eliminar su dependencia de la red eléctrica por razones económicas, así como para reducir su impacto medioambiental y su huella de carbono. Este tipo de pequeñas turbinas se han venido usando desde hace varias décadas en áreas remotas junto a sistemas de almacenamiento mediante baterías.
Las pequeñas turbinas aerogeneradoras conectadas a la red eléctrica pueden utilizar también lo que se conoce como almacenamiento en la propia red, reemplazando la energía comprada de la red por energía producida localmente, cuando esto es posible. La energía sobrante producida por los microgeneradores domésticos puede, en algunos países, ser vertida a la red para su venta a la compañía eléctrica, generando ingresos al propietario de la instalación que amortice la instalación.
Los sistemas desconectados de la red pueden adaptarse a la intermitencia del viento, utilizar baterías, sistemas fotovoltaicos o generadores diésel que complementen la energía producida por la turbina. Otros equipos, como pueden ser parquímetros, señales de tráfico iluminadas, alumbrado público, o sistemas de telecomunicaciones pueden ser también alimentados mediante un pequeño aerogenerador, generalmente junto a un sistema fotovoltaico que cargue unas pequeñas baterías, eliminando la necesidad de la conexión a la red.
La minieólica podría generar electricidad más barata que la de la red en algunas zonas rurales de Reino Unido, según un estudio de la organización Carbon Trust, publicado en 2010. Según ese informe, los mini aerogeneradores podrían llegar a generar 1,5 TWh de electricidad al año en Reino Unido, un 0,4 % del consumo total del país, evitando la emisión de 600 000 toneladas de CO2. Esta conclusión se basa en el supuesto de que el 10 % de las viviendas instalara miniturbinas eólicas a precios competitivos con aquellos de la red eléctrica, en torno a 12 peniques (unos 0,17 €) por kWh. Otro informe preparado en 2006 por Energy Saving Trust, una organización dependiente del Gobierno de Reino Unido, dictaminó que la microgeneración (de diferente tipo: eólica, solar, etc.) podría proporcionar hasta el 30 % o 40 % de la demanda de electricidad en torno al año 2050.
La generación distribuida procedente de energías renovables se ha incrementado en los últimos años, como consecuencia de la mayor concienciación acerca de la influencia del ser humano en el cambio climático. Los equipos electrónicos requeridos para permitir la conexión de sistemas de generación renovable a la red eléctrica pueden además incluir otros sistemas de estabilidad de la red para asegurar y garantizar la calidad del suministro eléctrico.

### Parques eólicos y energía eólica por países
- Energías renovables en Alemania
- Energía eólica en España
- Anexo:Parques eólicos de España
- Energía eólica en Argentina